# Paul Ludwig Troost
Paul Ludwig Troost, född 17 augusti 1878 i Elberfeld, död 21 januari 1934 i München, var en tysk arkitekt. Han ritade bland annat Führerbau på Königsplatz i München och Haus der Kunst i München. Troost ses som en av de stilbildande arkitekterna för Nazitysklands arkitektur. 
Troost studerade arkitektur vid TU Darmstadt och från 1904 arbetade han i München. Han utformade interiören på Norddeutscher Lloyds fartyg och arbetade med interiören i slottet Cecilienhof i Potsdam. År 1930 lärde Troost personligen känna Adolf Hitler och blev Hitlers favoritarkitekt fram till sin död 1934. 